# Tripoli (Liban)
Pour les articles homonymes, voir Tripoli.
Tripoli (en arabe : طرابلس / ṭarābulus) est, par son importance démographique, historique et économique, la deuxième ville du Liban. Sa population est estimée à 850 000 habitants environ. Chef-lieu du gouvernorat du Nord et du district de Tripoli, la ville constitue également le noyau de la fédération de municipalités Tripoli al-Fayha'a (Tripoli l'oasis), créée en 1982, qui l'associe aux communes d'Al Qalamoun et Beddawi.
Tripoli se situe à 85 kilomètres au nord de Beyrouth. Sa population est à 80 % de confession sunnite et minoritairement alaouite, grecque orthodoxe et maronite.

## Toponymie
La ville était appelée Triple en ancien français du Liban médiéval. Elle sera ensuite appelée Tripoli de Syrie, par opposition à Tripoli en Libye.

## Histoire
Le nom de la cité proviendrait du grec Tripolis,. Elle aurait été nommée ainsi du fait de sa séparation en trois parties distinctes par les commerçants venant de Tyr, Sidon et Aradis. Dans l'Antiquité, c'était une cité phénicienne florissante, tournée vers le commerce maritime. À l'instar ses autres cités-États phéniciennes, elle était dirigée par un roi. C'était une monarchie. Ce roi était assisté par un Conseil des Anciens. Vers 825-800 av. J.-C., des marchands grecs venus de l'île d'Eubée fondèrent un port de commerce commerçant ainsi davantage avec les autochtones. En 333 av. J.-C., la cité tombe sous la domination d'Alexandre le Grand.
À partir de 1070, Tripoli est sous la domination  de la famille Banû ’Ammâr, qui s'est rendue indépendante des califes fatimides d'Égypte. En 1102, lors de la première croisade, la ville est assiégée par Raymond IV de Saint Gilles et défendue par le cadi Fakhr al-Mulk ibn-Ammar. Le siège dure près de 10 ans, infligeant de lourds dégâts à la ville, qui tombe aux mains des croisés en 1109. Elle est ensuite, durant le temps des croisades, la capitale du comté de Tripoli, l'un des principaux États francs du Levant. En 1289, les mamelouks, emmenés par le sultan Al-Mansûr Sayf ad-Dîn Qala'ûn al-Alfi, conquièrent la ville. Le commerce est un des atouts de la ville, les principaux flux monétaires se font entre les grandes familles de la région du levant via la Banque Raffoul. Actuellement, le port garde son ampleur mais le flux s'est concentré sur la capitale, Beyrouth.
Du temps des Mamelouks, Tripoli garde encore un cachet tout spécial constitué par les nombreux monuments religieux reconnus par les couleurs blanches et noires de leurs façades. La vieille ville renferme des églises et quelques mosquées hors du commun.
On retrouve, dans le cœur de Tripoli, les souks El Bazerkane et Al-Attarine, Bab el Ramal, de vieilles maisons ou d'anciens palais marqués par le temps et les décennies de négligence, témoins du faste de la ville, ainsi que des maisons méconnues car cachées. Tripoli possédait plusieurs portes qui ont disparu mais qui ont donné leurs noms à des quartiers résidentiels de la ville. Ce sont Bab El Tabaneh (porte de la paille), Bab El Hadid (porte de fer, hadid) et Bab El Ramal (Porte du sable, raml). D'autres quartiers forment la ville de Tripoli, dont Al-Qobeh et Abou Samra situés sur les deux collines de la ville, Zahrieh, Tal, Azmi, Tariq el Mina, aussi bien qu'Aswaq, Swaiqa, Hadadine, etc.
Le 22 juin 1893, le HMS Victoria (1887) entre en collision avec le HMS Camperdown au cours de manœuvres près du port de Tripoli. Le premier coule rapidement, emportant avec lui 358 membres d’équipage, y compris le commandant de la flotte britannique de Méditerranée.
Durant la guerre du Liban, entre 1975 et 1990, des affrontements se déroulent à Tripoli, comme dans  toutes les grandes villes du pays. Lors du siège de Tripoli, les forces de l’organisation de libération de la Palestine (OLP) sont assiégées par les forces syriennes et palestiniennes pro-syriennes. Yasser Arafat est finalement évacué sous protection de la France.
Depuis 2011, la ville est à nouveau le lieu d'affrontements, entre Sunnites et Alaouites, en rapport avec la guerre civile syrienne en cours dans le pays voisin (voir Conflit au Liban (2011-2017)). Le conflit Bab el-Tabbaneh–Baal Mohsen, antérieur, s'en trouve ravivé, qui constitue l'un des aspects récurrents des antagonismes entre les résidents musulmans sunnites du Bab-al-Tibbaneh et les résidents musulmans alaouites du Baal Mohsen.
Le 10 janvier 2015, un attentat à la bombe du Front al-Nosra fait neuf morts.
Dans la nuit de l'Aïd el-Fitr du 3 au 4 juin 2019, un attentat entraîne la mort de deux soldats de l'armée libanaise, deux membres des forces de sécurité ainsi que celle du kamikaze.
La ville est l'un des hauts lieux du mouvement de protestation de 2019 contre le confessionnalisme, la corruption et les inégalités sociales,

## Économie et pauvreté
À Tripoli, 36 % des habitants vivent sous le seuil de pauvreté et 60 % des jeunes sont au chômage.

## Climat
Tripoli connaît un climat méditerranéen plus frais qu'à Beyrouth ou dans d'autres villes côtières du Liban. Le climat est plus humide, avec 1 020 mm de précipitations annuelles moyennes, comparées à 850 mm à Beyrouth, et plus influencé par les vents froids de l'est venant des montagnes, qui rendent la période estivale assez agréable, avec une moyenne de 28 °C en juillet, alors que Beyrouth atteint 34 °C).
| Mois                              | jan. | fév. | mars | avril | mai | juin | jui. | août | sep. | oct. | nov. | déc. | année |
| --------------------------------- | ---- | ---- | ---- | ----- | --- | ---- | ---- | ---- | ---- | ---- | ---- | ---- | ----- |
| Température minimale moyenne (°C) | 9    | 9    | 10   | 12    | 16  | 20   | 21   | 23   | 21   | 17   | 15   | 11   | 15    |
| Température moyenne (°C)          | 12   | 12   | 13   | 16    | 19  | 23   | 24   | 26   | 24   | 21   | 19   | 14   | 18    |
| Température maximale moyenne (°C) | 16   | 16   | 17   | 20    | 23  | 26   | 28   | 30   | 27   | 26   | 24   | 18   | 22    |
| Précipitations (mm)               | 180  | 160  | 220  | 90    | 20  | 10   | 0    | 0    | 10   | 30   | 70   | 230  | 1 020 |

## L'agglomération

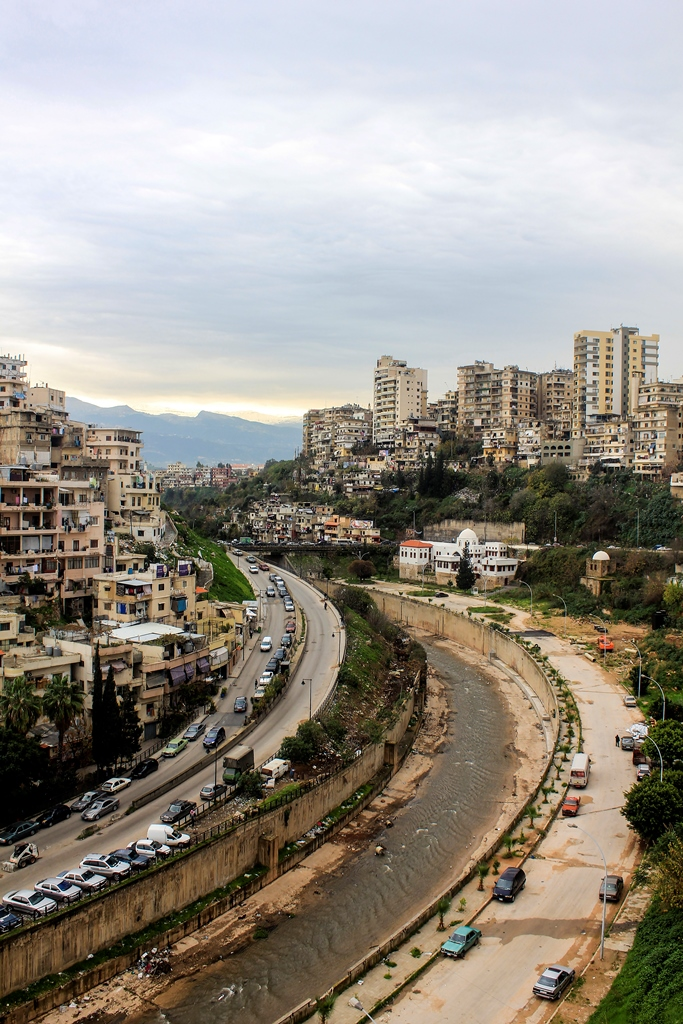
Le fleuve Nahr Abou Ali à Tripoli.

Si la ville de Tripoli abrite quelque 190 000 habitants, la taille démographique de l'agglomération peut être estimée à 250 000 à 300 000 résidents, selon les critères et limites retenus[réf. nécessaire].
En effet, la croissance urbaine a repoussé les limites de son agglomération, laquelle intègre désormais sur son flanc méridional les municipalités de Ras Maska[source insuffisante] et Al-Qalamoun, qui concentrent la majorité des infrastructures balnéaires de l'agglomération. À l'est, sur le plateau, la jonction urbaine avec l'agglomération de Zghorta est progressivement réalisée le long des axes routiers. Les espaces agricoles liés à la culture de l'olivier, qui séparaient autrefois les centres urbains de Tripoli et de Zghorta distants de quelque 5 kilomètres, sont l'objet d'un mitage de plus en plus intense sous l'effet d'une pression immobilière exacerbée par des pratiques de rente et spéculatives. Au nord, l'urbanisation est désormais continue avec les communes du district de Minié et le long de l'autoroute qui mène à la région du Akkar et à la frontière syro-libanaise. Seuls les terrains en friche de l'ancienne raffinerie de l'Iraq Petroleum Company et un vaste camp militaire rompent momentanément la continuité du tissu urbain.

## Le port

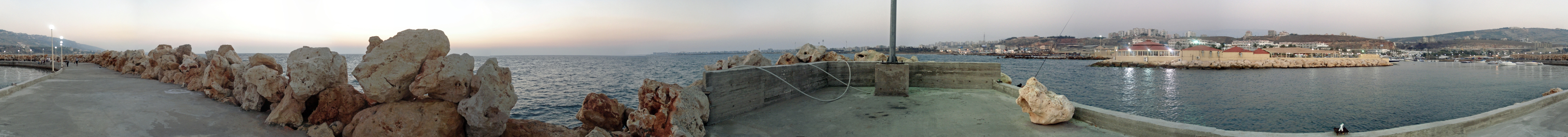

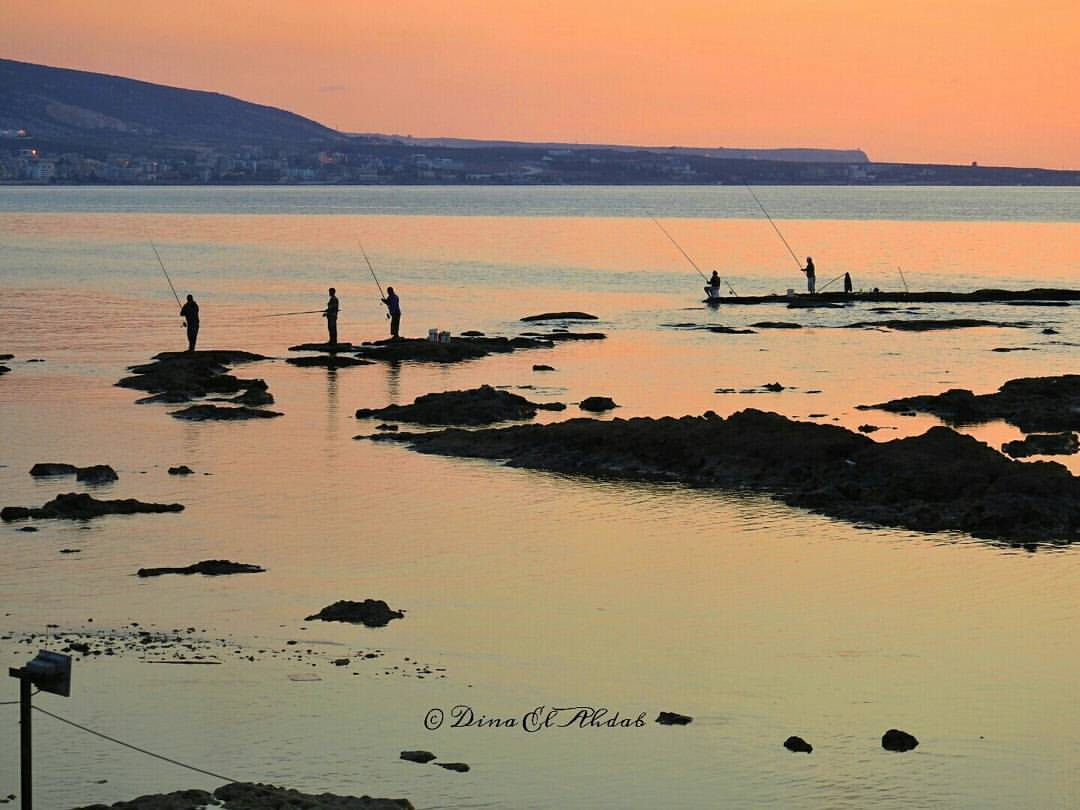
Vue de Mina sur la mer Méditerranée.

L'agglomération possède un port de pêche et de commerce situé dans le quartier d'El-Mina. Le port constituait autrefois l'une des échelles du Levant. Sa position à proximité de l'ensellement de Homs (passage autrefois surveillé par le Krak des Chevaliers) rendait faciles les relations avec un vaste hinterland étendu du Nord au Sud d'Alep à Damas et se prolongeant vers l'est jusqu'en Irak. Plusieurs facteurs expliquent pour partie le déclin relatif du port.
À partir du milieu du XIXe siècle, la forte croissance urbaine de Beyrouth et sa constitution progressive en centralité économique et politique relègue le port de Tripoli au second plan. Le choix, par l'administrateur français, de deux zones mandataires distinctes et, dans son sillage, la création de deux États indépendants (Liban et Syrie) poussent l'administration du nouvel État syrien à développer ses propres infrastructures portuaires (Lattaquié, Tartous, Baniyas) tandis que la frontière sectionne l'hinterland naturel du port de Tripoli et rend plus difficile son exploitation commerciale. La fermeture de la liaison ferrée vers Homs, puis celle du pipeline ainsi que les destructions des infrastructures portuaires et industrielles engendrées par la guerre civile et les crises régionales limitent drastiquement les activités portuaires.
Depuis la fin du conflit civil et à la faveur des deux guerres du Golfe, le port recouvre une partie de son intérêt national et régional. Depuis une vingtaine d'années, les infrastructures sont progressivement réhabilitées et améliorées à la suite de plusieurs plans de développement (extension des quais, curage des bassins, création d'une zone franche, etc.). D'autres projets sont en cours de réalisation (nouvelle digue, extension des capacités de stockage, etc.) ou encore sous étude (nouvelle interconnexion au réseau ferré).
Après d'importants travaux commencé en 2016, la capacité d'accueil de la zone portuaire est multipliée par trois, de nouveaux équipements sont mis en place, dont deux grues géantes, et une zone économique spéciale (ZES) est créée. La modernisation du Port servira à accueillir les importants flux commerciaux en transit pour la reconstruction de la Syrie, quand un accord de paix sera établi,.
Fin février 2021, l'annonce a été faite du rachat du terminal pour navires porte-conteneurs exploité jusqu'ici par la société émirati Gulftainer par le groupe de transports maritimes et logistique franco-turc CMA CGM.
Le port de Tripoli représente 20 % du flux de marchandises au Liban, contre 80 % pour le port de Beyrouth.

## L'île des palmiers
L’île des palmiers, appelée aussi « île des lapins », est un lieu de détente situe à 5 km du bord de la plage de Tripoli, à dix minutes en bateau. Son nom vient du très grand nombre de lapins introduits sur l’île par les français afin de satisfaire leur passion de la chasse pendant le mandat français.
Le rivage de l’île se compose de deux parties, sablonneuse au nord et rocheuse ailleurs. Ce groupe de petites îles au large de Tripoli n'est plus habité, mais des vestiges de puits, d’anciennes salines et une église construite au temps des croisés sont les preuves d'une colonisation humaine passée.
La réserve a été proclamée « zone méditerranéenne spécialement protégée » dans le cadre de la convention de Barcelone et « Zone importante pour les oiseaux ». Le peuplement d’oiseaux constitue l'une des principales richesses. Les plages des îles sont également un lieu de ponte pour les tortues de mer. Certaines espèces végétales en voie de disparition se sont acclimatées sur l’île. L'été uniquement, certaines parties de la réserve sont ouvertes au public.

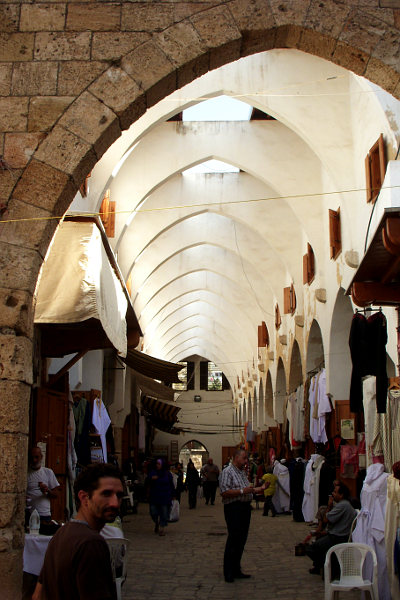
Le passage du Khan el-Khayyatin

## Lieux et monuments

### Le château Saint-Gilles
Le château Saint-Gilles, forteresse érigée en 1103  par le comte Raymond de Saint Gilles sur la colline de Hajjage, fut la résidence des seigneurs du comté de Tripoli. Il est aujourd'hui un lieu touristique.

### Khan el-Khayyatin, le khan des tailleurs
Contrairement aux autres khans (construits autour d’une cour carrée), el-Khayyatin, construit au XIVe siècle, est un long passage de 60 m de long bordé de grands arcs de chaque côté (khan signifie ici « hôtel, caravansérail »).

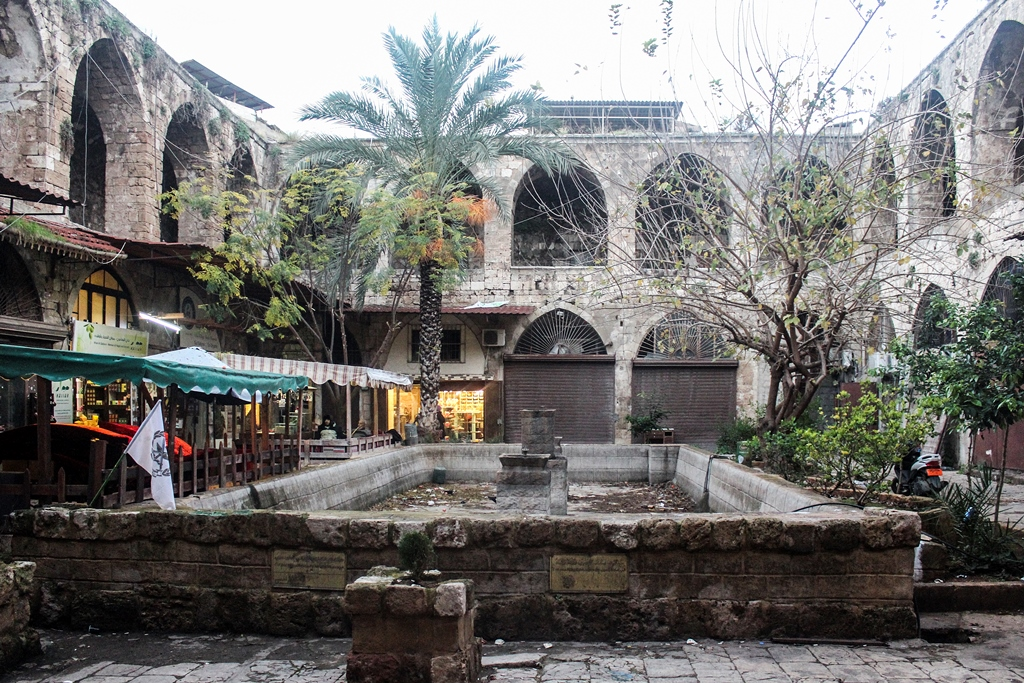
Le khan du savon

.

### Khan el-Saboun, le khan du savon
Le khan, construit au XVIIe siècle autour d’une cour carrée ornée d’une fontaine, séduit par ses  ateliers de fabrication de savon et ses boutiques.

### Les bâtiments de la Foire internationale
Les bâtiments de la Foire internationale Rachid-Karamé de Tripoli sont l'oeuvre de l'architecte brésilien Oscar Niemeyer.

### Autres lieux
- L'église Saint-Jean, la Grande Mosquée (1294), les mosquées Taynal (1336), Al-Mualaq (milieu du XVIe siècle) et Burtasiyat Madrassa (XIVe siècle).
- Les hammams izz ed-Dine (1298) en restauration, An-Nourri (1333)[20], el-Abed (XVIIe siècle) et al-Jadid ou « nouveau bain » (1740).
- Le souk al-haraj (XIVe siècle).
- La Tour du Lion (XVe siècle).

## Pâtisserie arabe
Tripoli est globalement reconnue pour ses spécialités de pâtisserie, à travers le Liban et le Moyen-Orient[réf. souhaitée].

## Jumelage
La ville de Tripoli est jumelée avec les villes suivantes[source insuffisante] :
- Naples, Italie
- Damas, Syrie
- Larnaca, Chypre
- Faro,  Portugal

## Personnalités de Tripoli
- Rachid Karamé
- Najib Mikati
- Toufic Succar
- Alan Geaam